# Нейстон

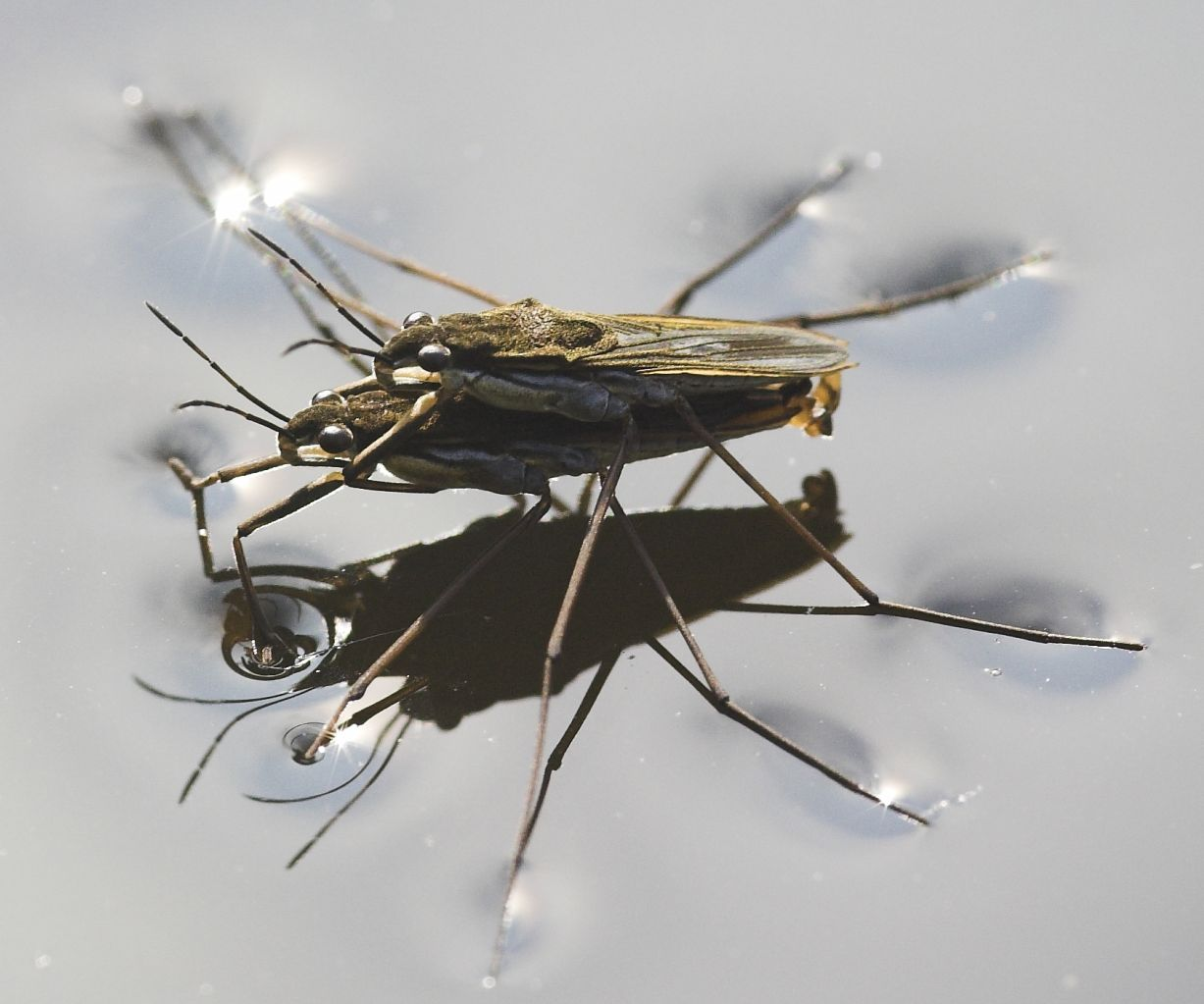
Клопи-водомірки (родина Gerridae) — типові представники епінейстону

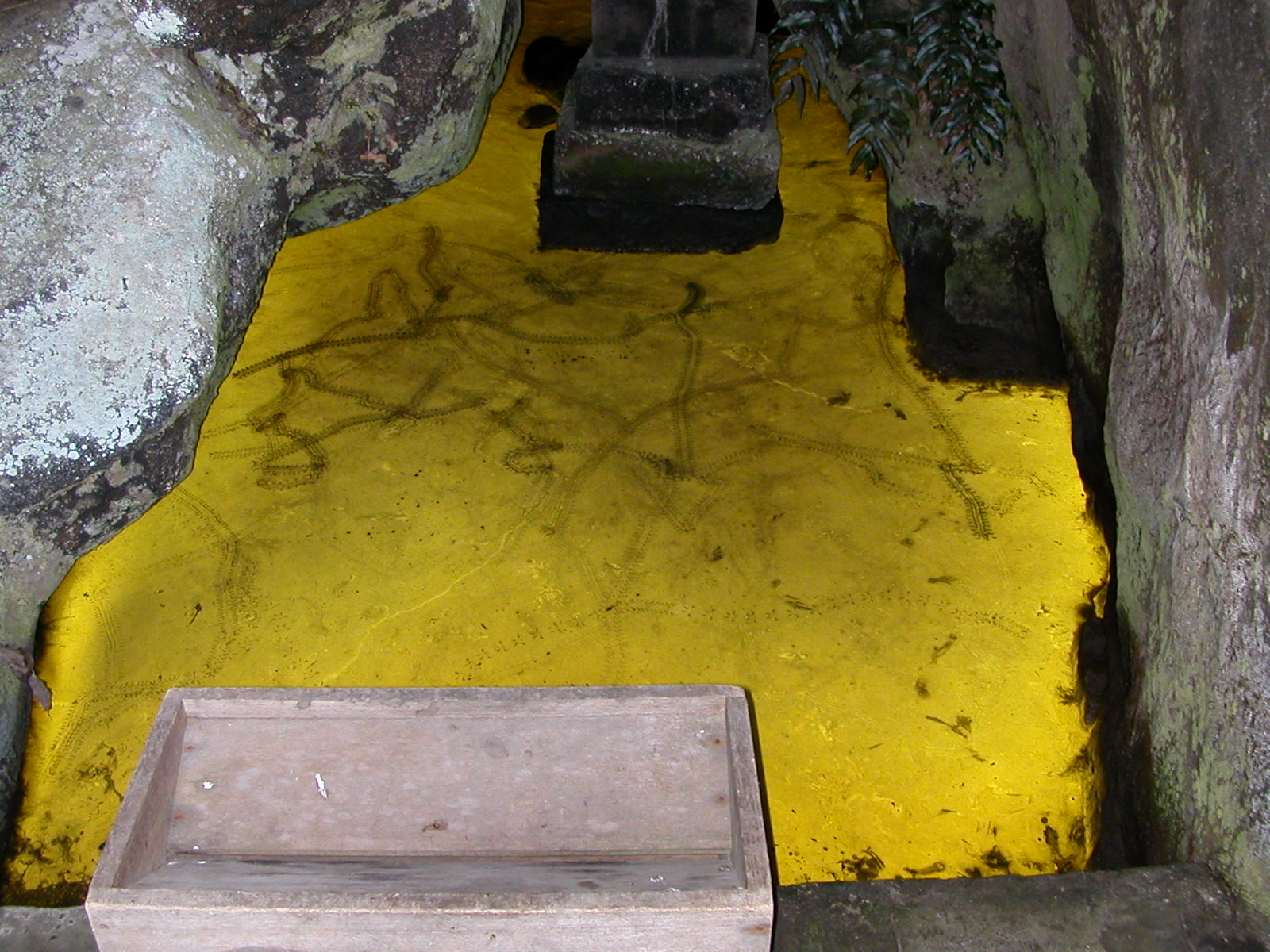
Плівка на поверхні води, утворена золотистою водорістю Ochromonas

Нейсто́н (дав.-гр. νευστός — плаваючий) — сукупність організмів, що живуть біля поверхневої плівки води, тобто поблизу межі водного та повітряного середовищ. Нейстон складають в основному водорості та дрібні безхребетні.
Виділяють епінейсто́н (організми, що живуть над поверхневою плівкою) і гіпонейсто́н (ті, що прикріплюються до неї знизу, або живуть у воді на глибині до кількох міліметрів).
Поняття «нейстон» може деякою мірою (в залежності від визначення) перекриватися з поняттям «плейстон». Іноді нейстоном називають лише ті організми, в житті яких велику роль грає сила поверхневого натягу води і які тримаються саме на поверхневій плівці. При цьому ширшу групу, що включає всіх приповерхневих організмів, інколи називають плейстоном. Але за більш поширеним визначенням, плейстон — це тільки напівзанурені організми, що не обов'язково тісно пов'язані з поверхневою плівкою.
Нейстон включає мало видів порівняно з планктоном, нектоном та бентосом. До його складу входять деякі найпростіші, одноклітинні водорості, дрібні легеневі молюски, планарії, клопи-водомірки, жуки-вертлячки, личинки комарів та ряд інших дрібних організмів. Велику частину прісноводного нейстону складають водорості різних відділів: золотисті (Chromulina), евгленові (Euglena, Trachelomonas), зелені (Chlamydomonas), жовто-зелені (Botrydiopsis) та інші. До морського гіпонейстону інколи відносять також постійних або тимчасових мешканців верхнього шару води (0—5 см), наприклад, мальків риб, личинок деяких донних тварин.

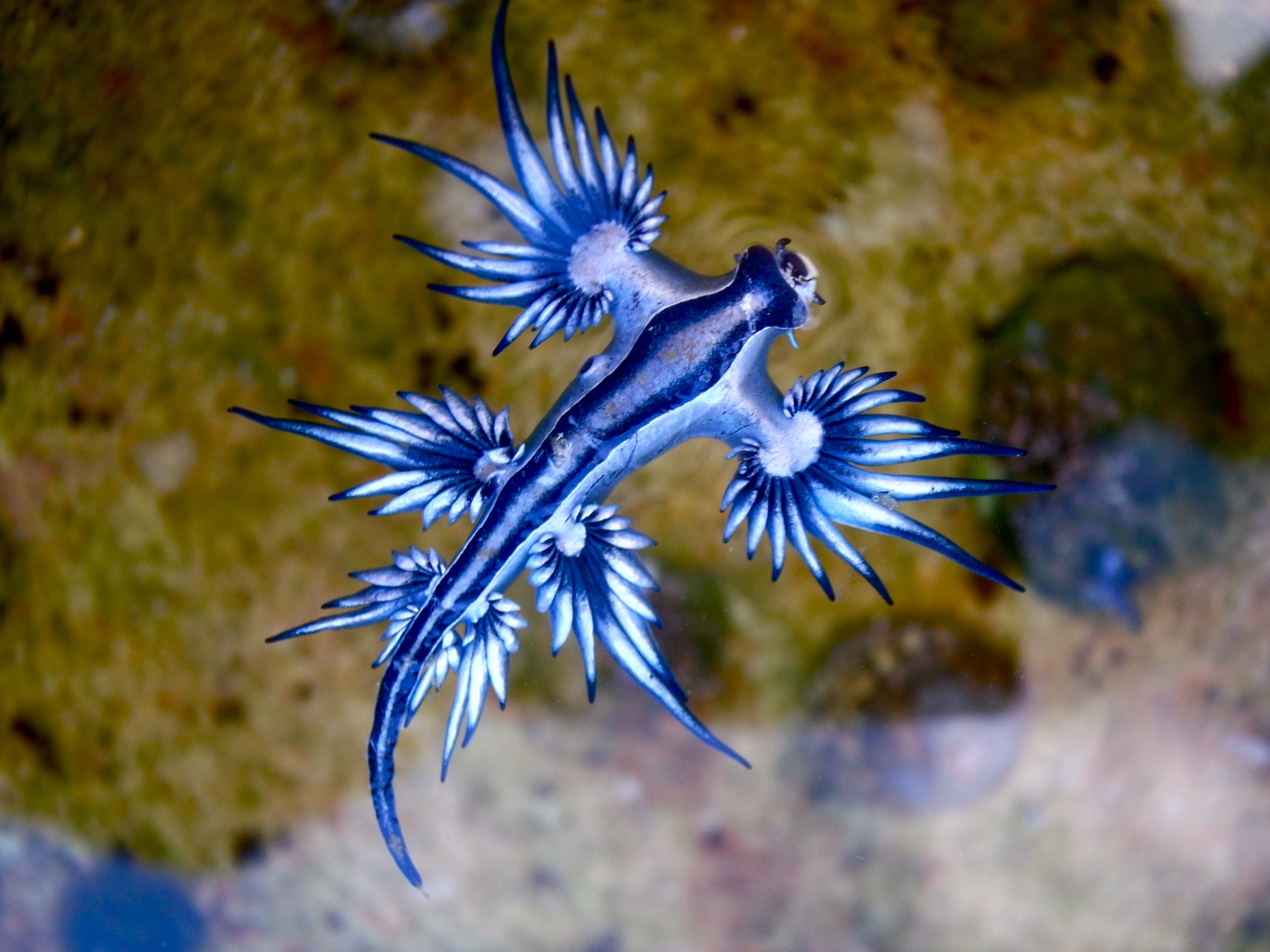
Блакитний дракон — представник нижнього нейстону

Нейстонні плівки утворюються, як правило, в стоячих водоймах (озера, болота, калюжі, канави тощо), але можуть з'являтися і в інших водоймах — у місцях, де вода достатньо спокійна. Організми нейстону нерідко розмножуються настільки, що вкривають воду суцільним покривом, при цьому їх кількість на 1 мм² поверхні може досягати десятків тисяч.
У багатьох нейстонних мікроорганізмів для утримання в приповерхневому шарі води є спеціальні пристосування — різні вирости, «вітрила», газові вакуолі в клітинах, велика кількість олії у вигляді включень, слизова оболонка клітин тощо.
Нейстон називають інкубатором моря. При нафтовому забрудненні гинуть в першу чергу саме нейстонні організми.